# Stazione di Lavagna
La stazione di Lavagna è una fermata ferroviaria posta sulla linea Pisa-Genova, a servizio della città di Lavagna.

## Storia
L'impianto fu attivato il 24 aprile 1870 in occasione dell'apertura della tratta ferroviaria Chiavari-Sestri Levante. La stazione disponeva, oltre che dei due binari passanti, anche di un binario di precedenza e di uno scalo merci a servizio soprattutto dell'industria dell'ardesia che ha reso celebre la città e di varie industrie dell'entroterra.
Nel 1890 il tratto Chiavari-Riva Trigoso venne raddoppiato a monte, interessando anche la stazione di Lavagna. La ricostruzione del ponte sul fiume Entella, fra Chiavari e Lavagna, risale al 1924.
Tra il 1957 e il 1958 venne attivato nella stazione un nuovo apparato centrale elettrico a leve singole da 20 leve.
Quando la linea era gestita con il Blocco Elettrico Manuale, era sede del Posti di Blocco 14 e come tale presenziata 24 ore su 24 per 7 giorni la settimana. Nel 1992 lo scalo merci venne soppresso e l'impianto divenne presenziato nelle sole ore diurne.
Negli anni 1976-1980 la ferrovia nella zona della stazione e per circa un chilometro verso levante fu soggetta a ripetute interruzioni parziali e totali a causa dei danni apportati dalle mareggiate. A seguito di questi danni, la linea ferroviaria nei pressi della stazione venne quasi completamente ricostruita, il terzo binario spostato di alcuni metri verso mare, e costruito un sottopassaggio passante con accesso anche alla nuova passeggiata a mare.
Il 19 dicembre 2004 la stazione fu declassata a fermata, previa eliminazione del binario 3 e trasformazione del binario 2 in corretto tracciato.. Solo successivamente il sottopassaggio, inizialmente realizzato senza tenere conto delle esigenze dei diversamente abili, fu dotato di ascensori a norma, I primi 2 ascensori sono stati inaugurati a luglio 2013, mentre, ad agosto 2022 sono stati sostituti con 2 nuovi modelli. La messa in funzione degli ascensori ha richiesto l’allestimento, da parte di Rfi, di un centro operativo (che gestisce anche gli ascensori della stazione di Cavi) con apparecchiature computerizzate e monitor per svolgere attività di controllo e per garantire la sicurezza degli utenti.
A seguito del declassamento a fermata, i locali della sala d'aspetto furono trasformati in uffici; una nuova sala d'attesa venne realizzata nell'atrio della biglietteria; la gestione di quest'ultima venne ceduta da Trenitalia ad una cooperativa locale a partire dal 2005 e rimase in esercizio fino al 16 aprile 2013, giorno della sua definitiva chiusura.
Nella primavera 2020 è stata temporaneamente chiusa anche la sala d'aspetto, corrispondente all'atrio della vecchia biglietteria, con lo spostamento all'esterno del fabbricato viaggiatori dell'emettitrice automatica di biglietti e dei tabelloni a muro che contenevano gli orari dei treni in arrivo ed in partenza.
A marzo 2021 Trenitalia ha riaperto al pubblico la sala d'attesa della stazione, dotandola di una seconda emettitrice automatica dei biglietti, una panchina e un telefono pubblico.
A partire dalla seconda metà del 2021 e per buona parte del 2022 l'impianto è oggetto di estesi lavori di manutenzione che hanno compreso: la sostituzione degli ascensori, la rimozione della pensilina sul primo binario e l’installazione di recinzioni metalliche di protezione lato mare.
Ad agosto 2022, il fabbricato viaggiatori è stato danneggiato da una violenta tempesta di vento che ha asportato parte della grondaia e del pluviale sul lato binari e danneggiato il tetto. Per ovviare ai danni provocati dal maltempo, il fabbricato è stato oggetto di lavori di ripristino tra la fine del 2022 e l'inizio dell'estate 2023.
In un incontro tenuto a febbraio 2023 tra i tecnici di RFI e i il sindaco di Lavagna, si è deciso che la stazione sarà oggetto di ulteriori lavori di restauro che comporteranno il recupero delle pensiline esterne ed i prospetti, comprese le facciate.
Nell'autunno 2023 sono state installate due nuove obliteratici nel sottopassaggio che collega il primo al secondo binario e, a seguito della riduzione del numero dei telefoni pubblici voluta da TIM, è stato rimosso l'apparecchio posto in sala d'attesa.
Il mese di febbraio 2024 vede il fabbricato viaggiatori oggetto dell'avvio del rifacimento di entrambe le facciate e di nuovi lavori di manutenzione nel sottopassaggio.
Una piccola curiosità ha interessato lo scalo nel 1988; la stazione fu infatti scelta come location per alcune scene della pellicola Il volpone, con Enrico Montesano e Paolo Villaggio.

## Strutture e impianti
Il fabbricato viaggiatori si compone di due livelli di cui solo il piano terra aperto al pubblico. I locali in cui un tempo trovavano posto l'ufficio movimento, la biglietteria, il deposito bagagli e la sala d'attesa, attualmente ospitano soltanto servizi tecnici e e un piccolo deposito materiali utilizzato dalla ditta che cura la pulizia dell'impianto, mentre fino a metà 2024, anche la sala di controllo degli ascensori delle stazioni di Lavagna e Cavi) smantellata a seguito dell'attivazione di quella di Chiavari) e gli uffici di una società idrica. Fino ad inizio 2020, una parte del fabbricato viaggiatori ha ospitato anche la sede dalla Pubblica Assistenza Croce Verde Chiavarese, mentre a partire dalla tarda primavera del 2023, gli stessi spazi sono stati concessi in comodato all'Associazione Volontari Protezione Civile Liguria, che li utilizza come sede della propria sezione cittadina.
Accanto al fabbricato viaggiatori è presente un edificio a due piani che ospita al piano terra dei locali tecnici (completamente ristrutturati nel corso del 2023) e i servizi igienici della stazione mentre al secondo un'abitazione privata. 
Sulla banchina del secondo binario è, inoltre, presente una struttura in muratura con delle panchine ed il monitor informativo.
Il piazzale è composto da due binari entrambi di corsa (collegati tramite sottopassaggio ed ascensore): il binario 1 viene generalmente utilizzato dai treni con numerazione dispari (direzione La Spezia), il binario 2 dai treni con numerazione pari (direzione Genova).
Gran parte dello spazio occupato dall'ex scalo merci è stato trasformato in un parcheggio di interscambio per automobili e motoveicoli, ma la parte terminale (in direzione La Spezia) è ancora utilizzata da RFI per lo stoccaggio temporaneo di materiali di risulta a seguito dei lavori periodicamente eseguiti sulla linea. Il grande magazzino dell'ex scalo merci è stato utilizzato per gli usi più svariati dopo l'abbandono del suo uso originario: da sede di una cooperativa di autotrasporti pesanti negli anni '80 del XX secolo, a spogliatoi e deposito per gli operai comunali, a  sala prove per gruppi musicali emergenti nei primi anni 2000. Nonostante si trovi ancora in discrete condizioni, il grande fabbricato è, però, ormai da anni in stato di abbandono.

## Movimento
La stazione è servita prevalentemente da servizi regionali operati da Trenitalia nell'ambito del contratto di servizio stipulato con la Regione Liguria, nonché da una relazione stagionale operata da Trenord. In stazione ferma anche giornalmente una coppia di servizi a lunga percorrenza Trenitalia della relazione La Spezia Centrale-Milano Centrale.

## Servizi
Nell'ambito della categorizzazione delle stazioni, RFI classifica l'impianto nella categoria silver. Esso dispone dei seguenti servizi:
- Biglietteria automatica
- Sala di attesa
- Servizi igienici
- Bar
- Negozi

## Interscambi
- Fermata autobus
- Stazione taxi